# Liste der Monuments historiques in Quemperven
Die Liste der Monuments historiques in Quemperven führt die Monuments historiques in der französischen Gemeinde Quemperven auf.

## Liste der Bauwerke
| Bezeichnung     | Beschreibung              | Standort | Kennzeichnung | Schutzstatus | Datum | Bild           |
| --------------- | ------------------------- | -------- | ------------- | ------------ | ----- | -------------- |
| Kirche St-Hervé | Erbaut im 16. Jahrhundert | (Lage)   | PA00089547    | Inscrit      | 1964  | weitere Bilder |

## Liste der Objekte

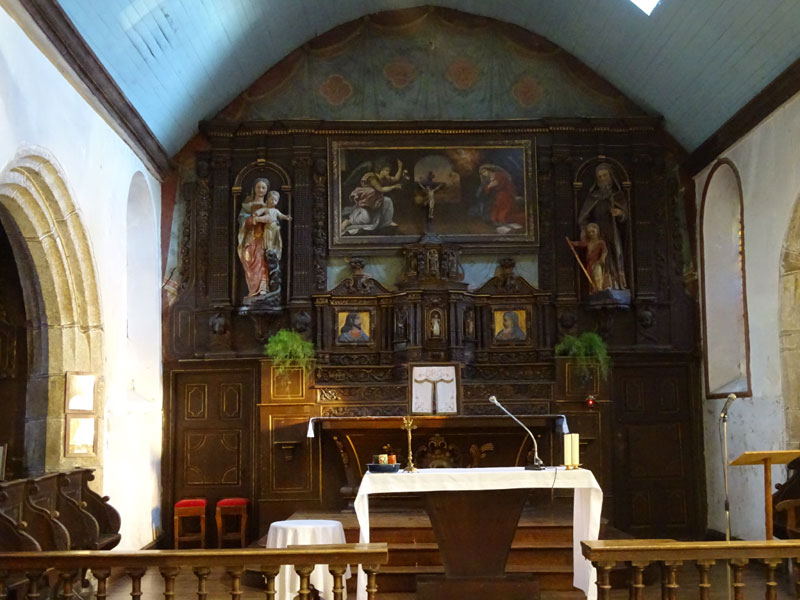
Altar (18. Jahrhundert) in der Kirche St-Hervé

- Monuments historiques (Objekte) in Quemperven in der Base Palissy des französischen Kultusministeriums